# جينو إنفانتينو
جينو إنفانتينو (بالإسبانية: Gino Infantino)‏ هو لاعب كرة قدم أرجنتيني في مركز الوسط في نادي العين معار من نادي فيورنتينا، ولد في 19 مايو 2003.

## وصلات خارجية
- جينو إنفانتينو على موقع الاتحاد الأوربي (الإنجليزية)
- جينو إنفانتينو على موقع قاعدة بيانات كرة القدم.إي يو (الإنجليزية)
- جينو إنفانتينو على موقع Soccerway.com (الإنجليزية)